# 2014년 동계 올림픽 핀란드 선수단
2014년 동계 올림픽 핀란드의 올림픽 선수단은 러시아 소치에서 개최된 2014년 동계 올림픽에 참가한 올림픽 핀란드 선수단이다.

## 메달 집계

### 종목별 메달 수
| 종목     | 1 | 2 | 3 | 합계 |
| 스노보드 | 0 | 1 | 0 | 0    |
| 합계     | 0 | 1 | 0 | 1    |

### 메달리스트
| 메달 | 이름          | 종목     | 세부 종목         | 날짜    |
| ---- | ------------- | -------- | ----------------- | ------- |
|      | 에니 루카자비 | 스노보드 | 여자 슬로프스타일 | 2월 9일 |